# Pseudophera atra
Pseudophera atra är en insektsart som först beskrevs av Walker 1851.  Pseudophera atra ingår i släktet Pseudophera och familjen dvärgstritar.
Artens utbredningsområde är Honduras. Inga underarter finns listade i Catalogue of Life.